# Campionati dei quattro continenti di short track 2024
I campionati dei quattro continenti di short track 2024 sono stati la 3ª edizione della competizione organizzata dall'International Skating Union. Si sono svolti dal 4 al 5 novembre 2023 a Laval, in Canada

## Partecipanti
Hanno preso parte alle competizioni 63 pattinatori, in rappresentanza di 9 distinte nazioni.
- Argentina
- Australia
- Canada
- Cina
- Giappone

- Kazakistan
- Corea del Sud
- Nuova Zelanda
- Stati Uniti

## Podi

### Uomini
| Evento               | Oro               | Tempo    | Argento              | Tempo    | Bronzo           | Tempo    |
| 500 metri            | Steven Dubois     | 40.149   | Jordan Pierre-Gilles | 40.183   | Andrew Heo       | 40.299   |
| 1000 metri           | William Dandjinou | 1:28.338 | Park Ji-won          | 1:28.664 | Yui Matsubayashi | 1:28.939 |
| 1500 metri           | Park Ji-won       | 2:33.158 | Steven Dubois        | 2:33.228 | Kim Gun Woo      | 2:33.324 |
| Staffetta 5000 metri | Corea del Sud     | 7:13.143 | Cina                 | 7:13.463 | Canada           | 7:13.556 |

### Donne
| Evento               | Oro                     | Tempo    | Argento          | Tempo    | Bronzo       | Tempo    |
| 500 metri            | Kristen Santos-Griswold | 42.760   | Park Jiwon       | 44.192   | Shim Suk-hee | 45.183   |
| 1000 metri           | Kristen Santos-Griswold | 1:28.706 | Courtney Sarault | 1:29.208 | Danae Blais  | 1:30.613 |
| 1500 metri           | Kristen Santos-Griswold | 2:26.191 | Courtney Sarault | 2:26.657 | Danae Blais  | 2:26.765 |
| Staffetta 3000 metri | Canada                  | 4:14.513 | Corea del Sud    | 4:14.567 | Kazakistan   | 4:16.200 |

### Misto
| Evento               | Oro    | Tempo    | Argento     | Tempo    | Bronzo | Tempo    |
| Staffetta 3000 metri | Canada | 2:39.752 | Stati Uniti | 2:40.243 | Cina   | 2:40.306 |

## Medagliere
| Posiz. | Nazione       | Oro | Argento | Bronzo | Totale |
| ------ | ------------- | --- | ------- | ------ | ------ |
| 1      | Canada        | 4   | 4       | 3      | 11     |
| 2      | Stati Uniti   | 3   | 1       | 1      | 5      |
| 3      | Corea del Sud | 2   | 3       | 2      | 7      |
| 4      | Cina          | 0   | 1       | 1      | 2      |
| 5      | Giappone      | 0   | 0       | 1      | 1      |
| 5      | Kazakistan    | 0   | 0       | 1      | 1      |
| Totale | Totale        | 9   | 9       | 9      | 28     |